# 삼동맹
삼동맹(또는 삼동맹 자유국(독일어: Freistaat der Drei Bünde, 이탈리아어: Stato libero delle Tre Leghe, 로만슈어: Stadi liber da las Trais Lias), 그라우뷘덴 자유국)은 1471년에 고테스가 동맹, 회색동맹 및 십재판구 동맹에 의해 결성된 동맹으로 스위스 그라우뷘덴주의 기초가 되었다.
그 영역은 로마 제국 관구 라이티아 프리마의 중세 초기 흔적으로 쿠어 주교 관리하의 라에티아 크리엔시스의 핵심 지역에 해당한다.

## 신의 가문 동맹
1367년 1월 29일, 신의 가문 동맹(독일어: Gotteshausbund, 이탈리아어: Lega Caddea, 로만슈어: Lia da la Chadé)은 대두하는 쿠어 주교와 합스부르크가의 권력에 대항하기 위해 설립했다. 한편 주교 피터 겔리토 폰 베멘도 공작가의 연봉을 대가로 주교령을 합스부르크가로 넘기고 대항했다. 동맹 문서에 서명한 것은 성당 참사회의 특사, 주교의 미니스테 리아레, 그리고 쿠어시 및 돔레슈크, 샴스, 오버하르브슈타인, 상부 엥가딘, 하부 엥가딘, 벨겔 지역의 대표이다. 또 1408년에는 포스키아보가, 1450년에는 피어 되르퍼가 가맹하는 등 그 밖의 지역도 동맹에 참가했다.
한동안 하부 엥가딘과 뮌스터탈, 핀쉬가우 계곡 상류는 쿠어 주교령과 티롤 백국 사이의 분쟁지역이었다. 전자 둘은 티롤 백국으로서 합스부르크 가문의 지배에서 피할 수 있었던 반면, 핀쉬가우 계곡에 관해서는 1618년에 마지막으로 남은 하부칼벤이 동맹으로부터 분리되는 등 자립을 유지하기는 어려웠다.
쿠어를 수도로 한 동맹은 다음 지구로 구성되었다.
- 쿠어
- 베르겔 : 오버 포르타, 하부 포르타
- 칼벤 : 뮌스타탈 (오버 칼벤), 핀슈가우 계곡 상류 (하부 칼벤)
- 돔레쉬크 : 오르텐슈타인(1788년 이후 오르텐슈타인 임 보덴과 오르텐슈타인 임 베르크로 분할)
- 그라이펜슈타인: 베르귄, 오버파츠
- 상부 엥가딘 : (1438년부터 나뉘었다) 술, 스왓 폰타나 멜라
- 오버하르브슈타인: 오버하르부슈타인, 티펜 카스텔
- 포스키아보
- 라모쉬 스텔라 - 아베르스 : 라모슈, 스텔라 (비비오), 아베르스
- 하부 엥가딘 : 상부 타스나, 하부 타스나
- 피어 되르퍼

## 회색동맹

회색동맹의 휘장 (형태1)

회색동맹의 휘장 (형태2)

회색 동맹(로만슈어: Lia Grischa)은 1395년에 상부라인 계곡에서 설립되었다. 이 동맹은 벨몬트 남작령, 색소스 영지, 레췬스 남작령, 파츠 남작령, 베르덴베르크 백령, 디젠티스 수도원, 쿠어 주교 등 지역 사이의 다양한 불화에 대한 반작용으로 만들어진 것이다. 동맹의 수도는 일란츠였다. ‘회색 동맹’이라는 이름은 사람들이 입었던 손으로 짠 회색옷에서 유래했으며, 이 연맹의 이름은 나중에 그라우뷘덴주의 이름을 따서 붙여졌다.
동맹은 1424년 3월 16일 트룬에서 설립되었다. 도시는 다음을 포함했다.
- 디젠티스 수도원 수도원장 및 판사
- 레췬스 남작령과 속주 사피엔, 텐나, 오버작센
- 색소스-미속스 남작령과 속주의 일란츠, 그루옵, 루크네츠, 발스, 카스트리쉬 및 플림스
- 베르덴베르크-하이리겐베르크 백과 트린과 타민스를 포함한 모든 속주
- 라인발트와 샴스를 포함한 플림스 공동체

베르덴베르크-자르간스 백작이 금지했음에도 불구하고, 레벤베르크, 투지스, 차피나와 하인첸베르크 등의 영지는 1440년 이전에는 동맹에 합류했다. 1441년에 카치스 수도원이 참가했고, 또 1480년에는 미속스의 메조코와 소아차 근처가 가맹했다. 게다가 1496년에 장 자코모 트리브르치오는 미속스 계곡과 카랑카 계곡의 지구와 함께 나머지 미속스 백령의 조합을 지원했다.
회색 동맹은 8개의 지구에서 관리되었다.
- 디젠티스
- 루크네츠 : 루크네츠, 발스
- 그루옵 : 그루옵, 쉴로이스, 텐나
- 발텐스부르크 : 발텐스부르크, 락스, 오버작센
- 레췬스 : 레췬스, 호헨트린스, 플림스
- 샴스-라인발트: 라인발트, 샴스
- 투지스 : 투지스, 하이첸베르크, 차피나, 사피엔
- 미속스 : 미속스, 로베레도, 칼란카

## 십재판구 동맹
세 번째 동맹은 십재판구 동맹(독일어: Zehngerichtebund, 이탈리아어: Ligia da las diesch derechogiras)이다. 1436년 6월 8일, 토겐부르크 가문의 단절을 계기로 구 토겐부르크 백령의 10개 재판구 지도자가 설립했다.
수도는 다보스에 있으며 다음 회원으로 구성되었다.
- 벨포르 (알브라 계곡 상류)
- 다보스
- 클로스터스
- 카스텔스 (현 : 장크트 안퇴니엔의 일부)
- 쉬어스
- 샹피크 (세인트 피터)
- 랑비스
- 스트라스부르크 (쿠어발덴)
- 마이엔펠트 (성과 마을 포함)
- 노이 아스퍼몬트 (예닌스와 말란스와 관할구를 가지고 있었다)

동맹은 주로 합스부르크가의 확대에 대한 저항을 목적으로 하고 있으며, 7개 지구에서 관리되었다.
- 다보스
- 클로스터스 : 클로스터스-이너슈니츠, 클로스터스-아우서슈니츠
- 카스텔: (1622년에 분할) 루차인, 예나츠
- 시에르스-제비스: (1679년에 분할) 시에르스, 제비스
- 마이엔펠트 : 마이엔펠트, 말란스
- 벨포르 : 쿠어발덴, (1613년에 분할) 이너벨포르와 아우서벨포르
- 샨피크 : 세인트 피터 (아우서샨피크), 랑비스

## 동맹의 연합

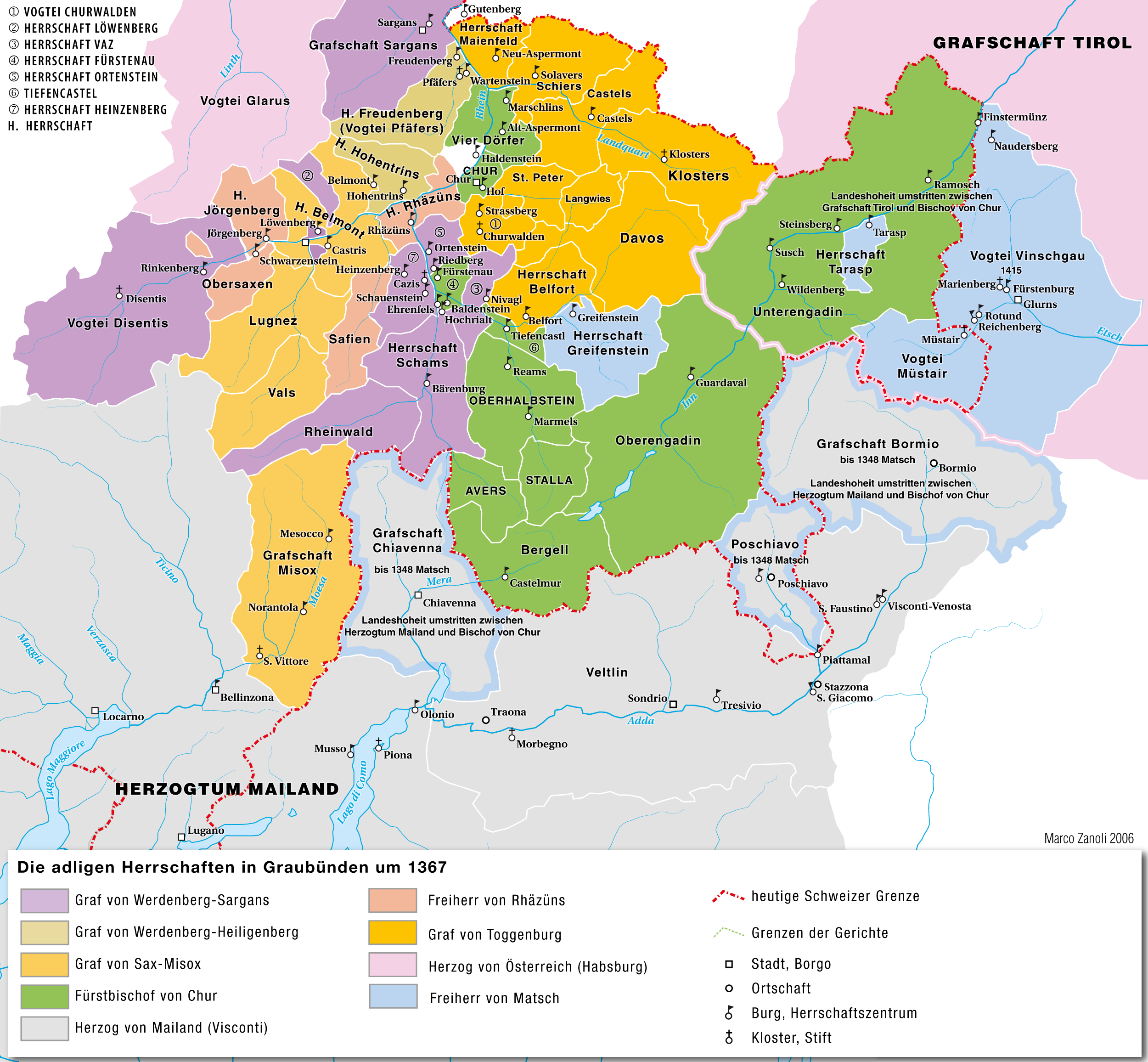
1367년 그라우뷘덴은 그 지역에 존재했던 영주권을 보여주었다.

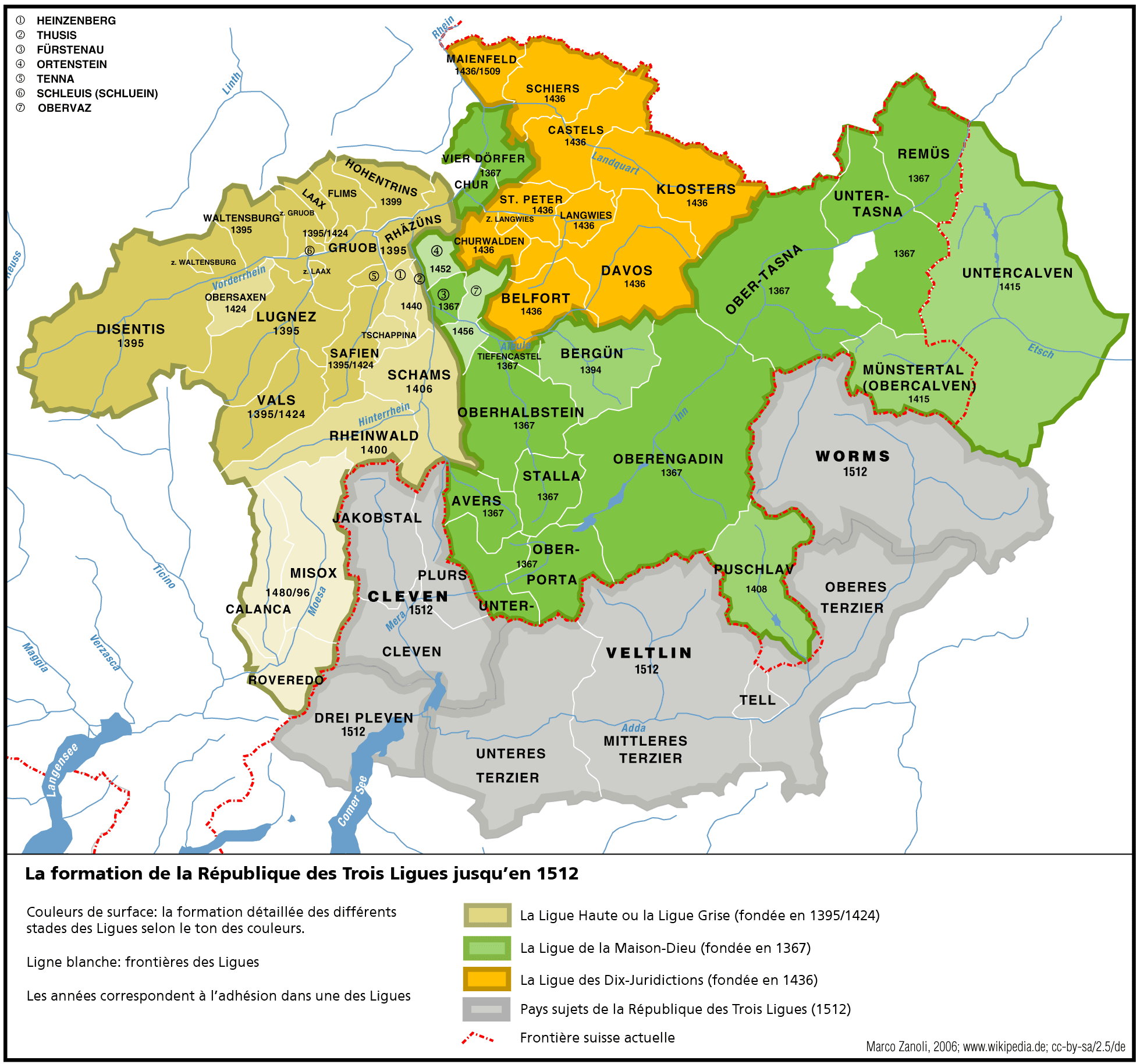
1512년까지의 삼동맹의 형성

3개의 분리된 동맹은 처음에는 비공식적으로 협력했다. 예를 들어 1450년의 샴세르페흐데에서 10개 사법권 동맹이 신의 가문 동맹(God's House)과 연합한 베르덴베르크-자르간스 가문과의 분쟁이었다. 3개의 동맹의 공식적인 합동 회의가 1461년부터 개최되었던 것이 기록에 남아 있다. 보다 밀접한 연대는 위의 2개의 동맹이 회색 동맹과 연합한 1471년부터라고 추정되지만, 이것을 뒷받침하는 문헌은 남아 있지 않다. 그러나 이 무렵이 ‘삼동맹’으로서의 시작이라고 하는 견해가 일반적이다. 1496년에 합스부르크가가, 대가 끊어진 토겐부르크 백작가의 영지를 계승하자, 삼동맹은 1497년과 1498년에 스위스 동맹과 연합했고, 3년 후 슈바벤 전쟁에서는 스위스 동맹의 편을 들었다. 합스부르크 가문은 칼벤 전투와 도르나흐 전투에서 대패했기 때문에 전쟁에 패했고, 스위스 연방과 연합한 삼동맹을 정식으로 인정했다. 이후 1520년 무소 전쟁에서 삼동맹은 구스위스 연방에 더 가까워졌다.
1499년 이후는 3개의 동맹의 연합을 넘어 자유국으로서 사실상 신성 로마 제국으로부터 분리되어, 16세기에는 근세 유럽에 있어서의 특수한 정치 조직으로 발전해 갔다. 모든 결정이 의사소통적으로 이루어진다는 의미에서는 17세기 초 유럽에서 유일한 지역이었고, 동맹의 설립과 통치, 방위는 모두 집합적 결정에 근거했다.
1524년 9월 23일, 영구맹약(Bundesbrief)이 헌법으로서 제정되었다. 이것은 결과적으로 1799년에 나폴레옹이 해산할 때까지 유지되었다. 자유국의 최고권력은 연방의회로 각 선거구에 대해 책임을 지는 63명의 대의원으로 구성되어 있었다. 의회는 일란츠, 쿠어, 다보스의 3개 도시에서 차례로 개최되었다. 그러나 오늘의 기준으로 생각하면, 자유국은 단일의 통일된 주라는 것보다는, ‘삼동맹’의 이름대로 3개 주의 연합이라고 생각될 것이다. 왜냐하면 자유국으로서의 3동맹의 조직 자체에는 거의 능력이 없고, 동맹 내의 사실상 모든 문제는 국민투표에 의해 해결되었기 때문이다.
1524년과 1526년의 일란츠 조항은 쿠어 주교의 권력을 제한하고 3개의 동맹 간의 동맹 관계를 강화했다. 1524년 4월 4일에 채택된 최초의 조항에서는, 사제는 받아들인 지구에 살고, 그 회중의 정신적인 요구에 열심히 대답하고, 쾌적한 생활을 보내도록 요구되었다. 동시에 각 공동체는 담당 사제를 승인하고 쿠어 주교가 세속적인 문제에 대한 판단을 내리는 것을 제한할 권리를 가졌다. 두 번째 조항은 1526년 6월 25일에 채택되었다. 그들은 쿠어 주교의 세속적인 권한을 완전히 제거했다. 각각의 소교구는 자신의 교구 사제를 선택할 수 있게 된 후, 주교 서임에는 연방의회 전체의 승인이 필요하게 되었다. 게다가 종교 지도자들은 세속의 임원을 임명할 수 없게 되었고, 수도원은 행정의 감독하에 두었고, 다양한 충분한 세금이 폐지되거나 감액되었다. 이들 조항에 따라 동맹의 세속적 권위는 주변 지역 중 가장 강대한 것이 되었기 때문에 1798년 프랑스 침공까지 동맹법에 머물렀다.
프랑스 혁명군에 의한 스위스 침략으로 삼동맹은 라이티아의 행정구로서 헬베티아 공화국에 합병되었다. 그 후 나폴레옹의 중재법에 의해 동맹은 1803년에 그라우뷔덴주로 복원된 스위스 연방에 편입되었다. 국가의 현재 헌법은 1892년으로 거슬러 올라간다.
키아벤나, 발텔리나, 보르미오와 같은 이전 삼동맹의 속주는 라이티아의 일부가 되지 않았지만, 프랑스 혁명의 영향으로 반란을 일으켜 1797년 10월 10일에 치살피나 공화국에 병합되었기 때문에 동맹으로부터는 영구히 분리되었다. 그 후 비엔나 회의를 거쳐 오스트리아 제국의 종속국인 롬바르디 베네치아 왕국에 합류했고, 최종적으로는 이탈리아의 손드리오현의 일부가 되었다.
캄피오네도 마찬가지로 루가노에서 분리되어 현재의 티치노주의 이탈리아의 뛰어난 곳인 캄피오네 디탈리아의 발단이 되었다.